# Casa Cañas i Mañé
La Casa Cañas i Mañé és un edifici del municipi de Vilafranca del Penedès (Alt Penedès) protegit com a bé cultural d'interès local. La casa va ser projectada per l'arquitecte Antoni Pons i Domínguez.

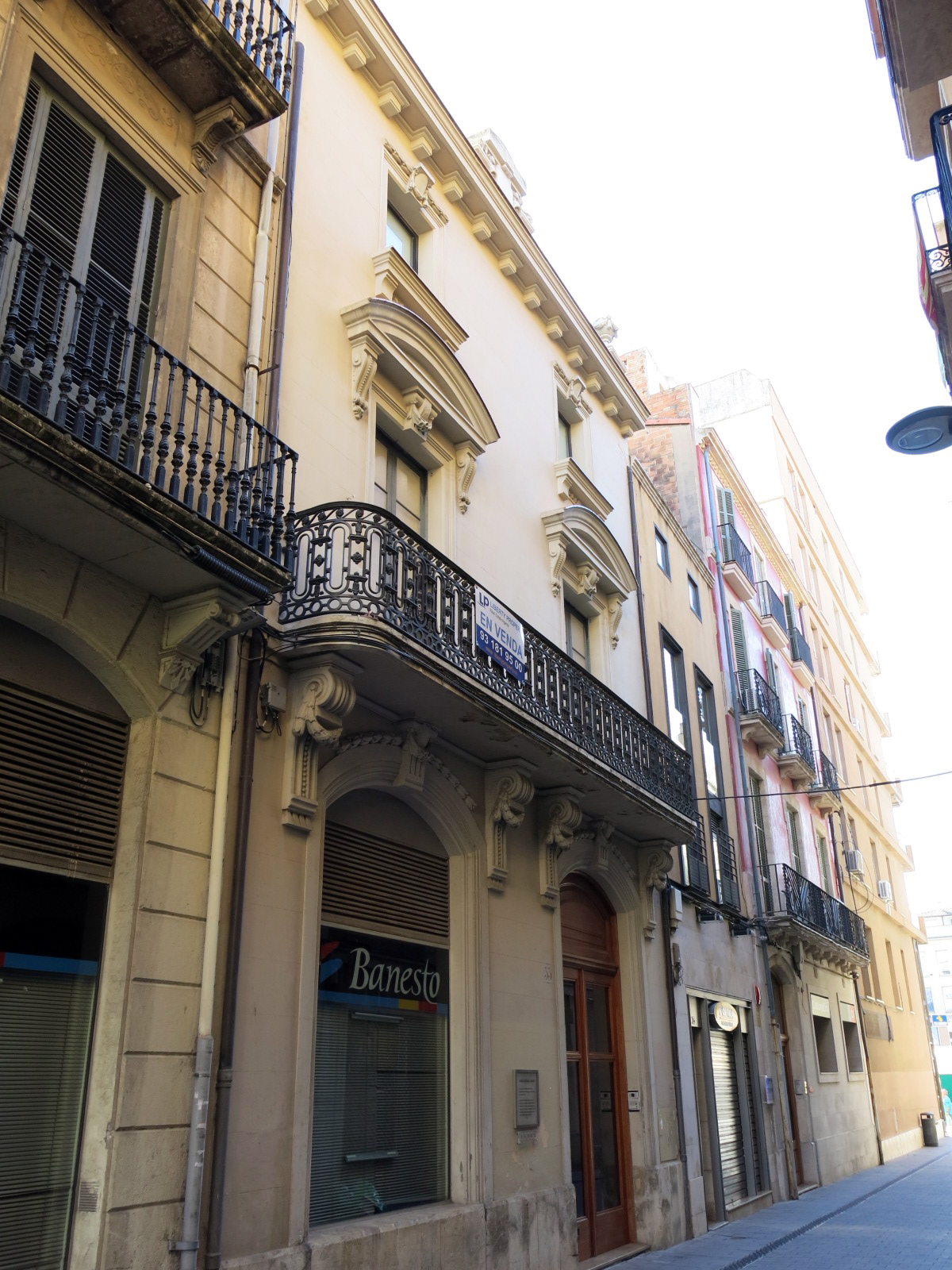
Façana del carrer de la Palma

Edifici entre mitgeres, de planta baixa i dos pisos amb terrat. Els elements més remarcables de la façana són el coronament amb esgrafiats i la gran tribuna del primer pis. La planta baixa ha estat completament modificada. L'obra s'inscriu en el llenguatge del modernisme, i és una de les cases que configuren la imatge de la Rambla.